# Mariah Carey kiadatlan dalainak listája
Ez Mariah Carey kiadatlan dalainak listája. A listán nem szerepelnek azok a dalok, amelyek kislemezek B oldalán vagy egyes kiadások bónuszdalaként jelentek meg (ezeket lásd a Mariah Carey dalainak listája cikkben), csak koncerten előadott dalok (mint pl. a With You I’m Born Again vagy a Just Be Good to Me), remixek, fiatalkori demók, melyeket, nem ő írt, vagy olyan dalok, amelyekben csak a háttérvokált biztosítja (pl. Everytime I Close My Eyes.)

## Lemezszerződés előtti dalok (1985–1988)
Az USA szerzői jogi hivatala szerint Carey 1985-ben kezdett szerzői jogot kérni dalokra. Ezek (regisztrációs számmal):
- Ticket to Heaven (PAu-723-819) 1985. május 16.; zene: Joel Kushnick, szöveg: Mariah Carey
- How to Begin (PAu-723-833) 1985. május 16.; zene: Paul Kushnick, szöveg: Mariah Carey
- Discover That You’re Mine (PAu-734-102) 1985. június 14.; szerző: Mariah Carey
- Fade Away (SRu-129-353) 1987. december 28.; zene: Mariah Carey, szöveg: Carey és akkori lakótársa, Clarissa Dane. 1988. február 11-én megváltoztatták a bejegyzést, és mindkét szerző szerepel zeneszerzőként és szövegíróként is; a dal címe (You Just) Fade Away (SRu-125-712) is lehet. Dane egy 2004-es, a MariahDailynek adott interjúban azt mondta, a dal rockos hangulatú, és Carey minden stílusban tud énekelni. A dalszöveg kezdete: „Just another lonely night”, a dal stílusa a Heart és a Chicago az 1980-as évek végi stílusára emlékeztet.

## Albumokhoz készült dalok
Mariah Carey album (1990)
Carey és dalszerzőpartnere, Ben Marguiles száms dalt írtak azelőtt és azután is, hogy az énekesnő megkapta a lemezszerződését. A Here We Go Round Again volt az első közös szerzeményük, egy Motown-hangzású R&B/souldal. A Do You Ever Wonder szerepelt Carey demókazettáján, de nem került fel az albumra. Carey 2005-ben megvásárolta a dalok jogait a Sonytól.
- Unspoken Emotion (PAu-1-667-059)
- Surrender to Me (PAu-1-667-057)
- Now You Got My Heart (PAu-1-667-060)
- No Doubt (PAu-1-667-062)
- Let Me Go (PAu-1-667-070)
- Into the Light (PAu-1-667-107)
- Hypnotized (PAu-1-667-101)
- Here We Go Round Again (PAu-1-667-103) – 2020-ban megjelent a The Rarities albumon
- Echoes of Love (PAu-1-667-107)
- Don’t Take the World Away (PAu-1-667-058)
- Do You Ever Wonder? (PAu-1-667-100)
- Baby
- I Lose Control
- Bee mar suite 82288'1 (PAu-1-119-135)
- Bee mar suite III1 (PAu-1-134-561)

1 Ezek vagy befejezetlen dalok, vagy cím nélküliek, vagy megegyeznek valamelyik kiadott vagy kiadatlan dallal, de a regisztráció előtt nem volt címük vagy nem voltak készen.
A BMI szerint Carey két, Barry Mann-nal közösen szerzett dalt is bejegyeztetett:
- Breaking the Chains
- Can You Hear Me? – 2020-ban megjelent a The Rarities albumon

Daydream album (1995)
- A The Crave Song a Daydream albumra íródott. Nem tudni, Carey kivel írta és ki a producere. Az énekesnő interjúkban említette The Crave Songként, azt állította, tele van kétértelműséggel, és olyan oldalát mutatja, amilyet még nem láttak. Azt is mondta, a dalt nem fogja kiadni.

Glitter album (2001)
- Lillie’s Blues (420597162), szerzői Carey, James Samuel Harris III, Terry Steven Lewis és James Quenton Wright. A dzsesszes hangvételű dal hallható a Glitter című film elején, ahol a fiatal Billie (Isabel Gomes) énekli. A dal valószínűleg a filmbeli szereplés miatt lett bejegyeztetve.
- Love Will Never End
- Love Is a Battlefield, Pat Benatar dalának feldolgozása.
- Anything Can Happen, a híresztelések szerint az akkor még All That Glitters című film filmzenealbumának első kislemeze.

Charmbracelet album (2002)
- The Wedding Song, szerzői és producerei Carey, Jimmy Jam és Terry Lewis. Jam és Lewis interjúkban említették The Wedding Song címen.
- Reach for the Sky, szerzői és producerei Carey és 7 Aurelius. A dalt a nassaui Compass Point Studiosban vették fel a Subtle Invitation és a There Goes My Heart című dalokkal együtt. Carey több interjúban említette és Hero című számához hasonlította. Az album megjelenése után azt mondta, inkább úgy döntött, a My Saving Grace kerül fel helyette az albumra.[1]
- Mizza, Damizzával. Később kiszivárgott az internetre.

The Emancipation of Mimi album (2005)
- When I Feel It, szerzői és producerei Carey és Mahogany. A dal a kezdetektől fogva szerepelt az album összes kiadásának számlistáján, a megjelenés előtti utolsó hetekben azonban kiderült, nem kaptak engedélyt arra, hogy felhasználják a dalban szereplő részletet a The Dynamic Superiors Here Comes That Feeling című számából. Emiatt a dal nem szerepelhetett az albumon, helyére a Joy Ride került fel. 2005 elején kiszivárgott az internetre egy mobiltelefonnal felvett rövid részlet a dalból, 2007 júliusában pedig az egész dal.

Tennessee filmzenealbum (2008)
- Help Me Make It Through the Night, egy Kris Kristofferson-dal feldolgozása; végül nem került fel az albumra. A legcountrybb dal, amit Mariah valaha felvett.

Memoirs of an Imperfect Angel album (2009)
- Imperfect, 2010 májusában kiszivárgott az internetre.
- Skydiving, kiszivárgott az internetre.

## Egyéb
Az American Society of Composers, Authors, and Publishers (ASCAP) adatbázisában a következő befejezetlen vagy kiadatlan Carey-dalok szerepelnek:
- Headlines (380354894), szerző Branford Marsalis
- Flow (360517442), szerzők James Samuel Harris III és Terry Steven Lewis
- I Pray (391751774), szerzők Kenneth Scott Crouch és Carey – a dalt Paul Robbins előadta Oprah Winfrey műsoorában, ahol azt mondták, hogy Mariah Carey (aki jelen volt a műsorban) külön Paulnak írta.

A cocatalog.loc.gov oldalon Careynek a következő kiadatlan dalokra van bejegyzett szerzői joga:
- Don't Go Looking for Love, más címen I Need Love (PA0001245521), szerzők: Jean Claude Olivier, Samuel Barnes, Todd Smith, Mariah Carey, Corey Rooney & Darryl Pierce, Dwayne Simon, Steven Ettinger, Bobby Ervin. 1998

## Kiadott dalok kiadatlan duettváltozatai
Mariah Carey album (1990)
- We’re Not Making Love Anymore (Michael Boltonnal): eredetileg vagy Carey első albumára, vagy Michael Bolton Time, Love & Tenderness albumára szánták. A két énekes előadta 1989-ben vagy 1990-ben, felvétel nem készült róla. Careynek később nem volt ideje a dallal foglalkozni, mert már második albuma, az Emotions felvételein dolgozott. Később Bolton Patti LaBelle-lel vette fel és 1991-es albumán megjelentette.

Rainbow album (1999)
- After Tonight (Luis Miguellel): a dal szólóváltozata szerepel a Rainbow albumon. Eredetileg duett lett volna Carey és akkori barátja, Luis Miguel között Till the End címmel,[2] de mivel a két énekes hangja nem volt zeneileg összeillő, többször is fel kellett venni. Luis Miguel állítólag dühében széttépte a szalagot. Más felvételek még léteznek róla, de mivel Carey azóta otthagyta a Sonyt és szakított Luisszal, kicsi az esélye, hogy valaha is megjelenik.

Glitter album (2001)
- Prince közreműködésével is készültek dalok, de a szoros határidő miatt végül nem kerültek fel az albumra.

Charmbracelet album (2002)
- Yours (Justin Timberlake-kel): az albumon szólóváltozatban szerepel. A dal társproducerei, Jimmy Jam és Terry Lewis úgy gondolták, Timberlake hangja llene a dalhoz; a közösen felvett változat Careynek is tetszett, de Timberlake kiadója, a Jive Records nem engedte, hogy megjelentessék.

The Emancipation of Mimi album (2005)
- Your Girl (feat. N.O.R.E.): az albumon szólóváltozatban szerepel, de eredetileg szerepelt volna benne N.O.R.E. rapbetétje. L.A. Reid, Carey akkori menedzsere úgy vélte, már túl sok vendégszereplő van az albumon. 2005 elején a duettváltozat egy mobiltelefonnal felvett részlete kiszivárgott az internetre.

## Tervezett kiadások
A The Ballads album megjelenését (2008) követően Carey egy brit rádiónak adott interjújában megerősítette, hogy 2009-ben kiadja pár korábbi, eddig kiadatlan felvételét, és említett pár lehetséges címet az albumnak; a legvalószínűbb a Mariah Carey: Second Chance. A megjelenésre azonban sokáig nem került sor, végül 2020-ban jelent meg a The Rarities című album.